# Братовщина (Башкортостан)
Братовщина (баш. Братовщина) — село в Калтасинском районе Республики Башкортостан Российской Федерации. Входит в состав Старояшевского сельсовета. 

## География

### Географическое положение
Расстояние до:
- районного центра (Калтасы): 59 км,
- центра сельсовета (Старояшево): 3 км,
- ближайшей ж/д станции (Янаул): 73 км.

## Население
| 2002 | 2009 | 2010 |
| ---- | ---- | ---- |
| 64   | ↘60  | ↘51  |

## Известные уроженцы
- Лазарев, Дмитрий Ильич (8 ноября 1922 — 27 февраля 1991) — участник Великой Отечественной войны, Герой Советского Союза.